# Berlin-Marathon 2015
| 42. Berlin-Marathon    | 42. Berlin-Marathon        |
| ---------------------- | -------------------------- |
| Stadt                  | Berlin, Deutschland        |
| Datum                  | 27. September 2015         |
| Distanz                | 42,195 Kilometer           |
| Sieger                 |                            |
| Männer                 | Eliud Kipchoge (2:04:00 h) |
| Frauen                 | Gladys Cherono (2:19:25 h) |
| ← Berlin-Marathon 2014 | Berlin-Marathon 2016 →     |
| Website                | Offizielle Website         |

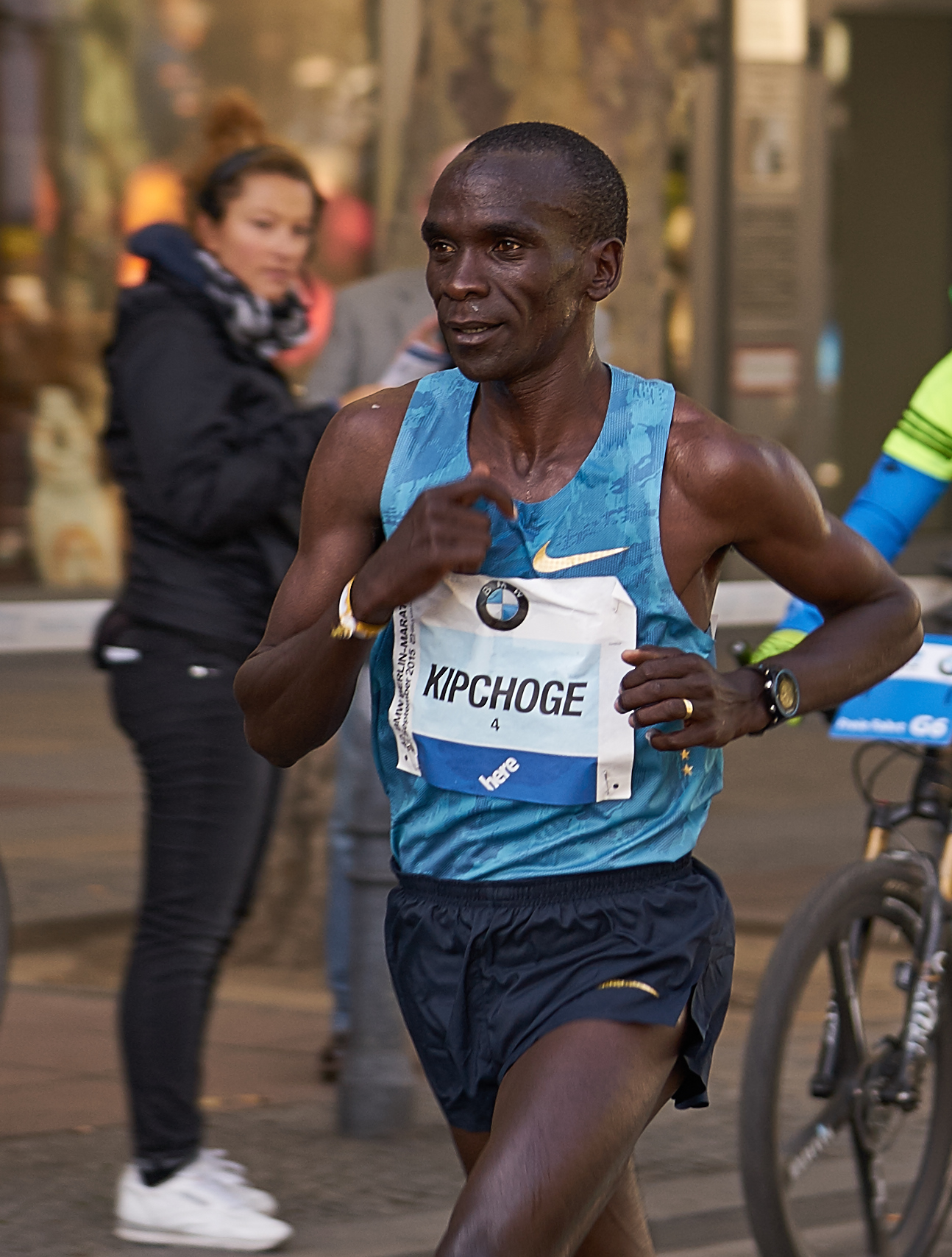
Eliud Kipchoge

Der Berlin-Marathon 2015 (offiziell: BMW Berlin-Marathon 2015) war die 42. Ausgabe der jährlich stattfindenden Laufveranstaltung in Berlin, Deutschland. Der Marathon fand am 27. September 2015 um 9:00 Uhr Ortszeit statt.
Er war der fünfte Lauf der World Marathon Majors 2015/16 und hatte das Etikett Gold der IAAF Road Race Label Events 2015.
Bei den Männern gewann Eliud Kipchoge in 2:04:00 h trotz herausgerutschter Schuh-Innensohlen, bei den Frauen Gladys Cherono in 2:19:25 h.

## Rekorde
Vor dem Lauf galten folgende Rekorde:
| Männer         |                        |           |                                     |
| Weltrekord     | Dennis Kipruto Kimetto | 2:02:57 h | 28. September 2014, Berlin-Marathon |
| Streckenrekord | Dennis Kipruto Kimetto | 2:02:57 h | 28. September 2014, Berlin-Marathon |
| Frauen         |                        |           |                                     |
| Weltrekord     | Paula Radcliffe        | 2:15:25 h | 13. April 2003, London-Marathon     |
| Streckenrekord | Mizuki Noguchi         | 2:19:12 h | 25. September 2005, Berlin-Marathon |

## Ergebnisse

### Männer
| Platz | Athlet                     | Land                   | Zeit (h)   |
| ----- | -------------------------- | ---------------------- | ---------- |
| 01    | Eliud Kipchoge             | Kenia                  | 2:04:00 PB |
| 02    | Eliud Kiptanui             | Kenia                  | 2:05:21 PB |
| 03    | Feyisa Lilesa              | Äthiopien              | 2:06:57    |
| 04    | Emmanuel Kipchirchir Mutai | Kenia                  | 2:07:46    |
| 05    | Geoffrey Kiprono Mutai     | Kenia                  | 2:09:29    |
| 06    | Reid Coolseat              | Kanada                 | 2:10:28 PB |
| 07    | Koen Naert                 | Belgien                | 2:10:31 PB |
| 08    | Yared Shegumo              | Polen                  | 2:10:47    |
| 09    | Koji Gokaya                | Japan                  | 2:10:58    |
| 10    | Scott Overall              | Vereinigtes Königreich | 2:11:24    |

### Frauen
| Platz | Athletin            | Land                   | Zeit (h)   |
| ----- | ------------------- | ---------------------- | ---------- |
| 01    | Gladys Cherono      | Kenia                  | 2:19:25 PB |
| 02    | Aberu Kebede        | Äthiopien              | 2:20:48    |
| 03    | Meseret Hailu       | Äthiopien              | 2:24:33    |
| 04    | Tadelech Bekele     | Äthiopien              | 2:25:01    |
| 05    | Andrea Deelstra     | Niederlande            | 2:26:46 PB |
| 06    | Maja Neuenschwander | Schweiz                | 2:26:49 NR |
| 07    | Lisa Nemec          | Kroatien               | 2:27:57    |
| 08    | Tomomi Tanaka       | Japan                  | 2:28:00    |
| 09    | Sonia Samuels       | Vereinigtes Königreich | 2:28:04 PB |
| 10    | Fate Tola           | Äthiopien              | 2:28:24    |